# Zoe Harrison
Pour les articles homonymes, voir Harrison.
Pas d'image ? Cliquez ici

a Compétitions nationales et continentales officielles uniquement.

b Matchs officiels uniquement.
Zoe Harrison, née le 14 avril 1998 en Angleterre, est une joueuse internationale anglaise de rugby à XV évoluant au poste de demi d'ouverture. Elle joue aux Saracens.
Elle est la meilleure marqueuse de l'histoire de la Premiership.

## Biographie
Zoe Harrison naît le 14 avril 1998 en Angleterre, dans une famille de joueurs de rugby à XV. Elle fait ses débuts à l'âge de cinq ans, à l'école de rugby du club de Tring où jouent son père et ses frères. Elle porte ensuite les couleurs du Welwyn RFC à partir de la catégorie des moins de 15 ans.
En 2016, elle fait ses débuts en senior avec les Saracens, où elle est nommée joueuse de l'année dès sa première saison.
Elle devient internationale anglaise à l'automne 2017 contre le Canada.
Elle est titulaire lors des finales de Premiership 2018 et 2019 qui voient les Sarries sacrées, marquant même deux essais lors de la seconde,.
En 2022, elle évolue toujours en club aux Saracens. Elle compte 40 sélections en équipe nationale quand elle est retenue en septembre 2022 pour disputer la Coupe du monde en Nouvelle-Zélande.
En février 2023, elle subit une rupture des ligaments croisés contre les Harlequins : elle rate le Tournoi des Six Nations et toute la fin de saison des Sarries.
À l'occasion du Tournoi des Six Nations 2024, elle fait son retour en équipe nationale avec Emily Scarratt, une autre blessée de longue date. Elle remporte la compétition pour la cinquième fois.
En septembre 2024, elle est sélectionnée pour la deuxième édition du WXV qu'elle remporte avec les Red Roses,.
En juillet 2025, elle est sélectionnée pour la Coupe du monde en Angleterre.

## Palmarès

### En club
- Vainqueur du Championnat d'Angleterre en 2018, 2019 et 2022.
- Finaliste du Championnat d'Angleterre en 2021.
- Finaliste de l'Allianz Cup en 2023.
- Vainqueur de l'Allianz Cup en 2024.

### En équipe nationale
- Vainqueur du Tournoi des Six Nations en 2018, 2019, 2020, 2021, 2022, 2024 et 2025.
- Finaliste de la Coupe du monde en 2021.
- Vainqueur du WXV en 2024.